# 안드로이드 원
안드로이드원은 선다 피차이 구글 수석부사장이 샌프란시스코 모스코니센터에서 개막한 '구글 I/O 2014 개발자 컨퍼런스' 기조연설에서 소개한 10만원대의 보급형 안드로이드 레퍼런스 스마트폰이다. 신흥 스마트폰 시장을 공략하기 위해 개발된 레퍼런스폰으로써 기존의 '넥서스' 시리즈와 달리 복수의 제조사들이 자유롭게 개발과 생산에 참여할 수 있고 이를 위해 구글이 하드웨어 디자인과 소프트웨어를 턴키솔루션으로 제조사들에게 제공하고 있다. 기존 넥서스 레퍼런스폰과 마찬가지로 순정 안드로이드 운영 체제가 탑재된다. 또한 안드로이드 1.0과 헷갈릴 소지가 있으니 주의하자.

## 사양
사양은 기기마다 다르다.
하지만 이기기는 성능이 이렇다.
- 디스플레이: 4.5인치 디스플레이(854 X 480)
- AP:1.3GHz 미디어텍(MediaTek) 쿼드코어 프로세서
- Ram 용량:1기가바이트(GB)
- 스토리지:4기가바이트(GB), 32GB까지 확장 가능한 외장 마이크로SD카드 지원
- 카메라:500만 화소
- 배터리:1700mAh
- 운영체제:구글 레퍼런스 정책에 따른 최신 OS
- 그 외 
  - 듀얼 심카드 슬롯
  - FM라디오

## 제조 협력사
에이서, 에어텔, 알카텔-루슨트, 에이수스, HTC, 인텍스, 카본, 라바, 레노버, 미디어텍, 마이크로맥스, 파나소닉, 퀄컴, 스파이스, XOLO, 샤오미, LG

## 같이 보기
- 구글 넥서스